# Бурлак, Дмитрий Борисович
Дмитрий Борисович Бурлак (8 марта 1983) — российский футболист, полузащитник.

## Биография
В начале карьеры выступал на любительском уровне за петербургские клубы «Локомотив» (2002—2005) — 62 игры, 18 голов, «Аркада» (2004) — 13 игр, 7 голов, «Колпино-ИНКОН» (2005—2007) — 24 игры, 7 голов. В 2006 годов сыграл пять игр во втором дивизионе за «Петротрест». В 2007 году провёл 12 игр в первенстве ЛФЛ в составе мурманского «Севера», с которым вышел во второй дивизион, где за два следующих сезона в 53 играх забил один гол. В 2010 году сыграл одну игру в чемпионате Узбекистана за «Андижан» и 13 игр за костромское «Динамо» во втором дивизионе. В 2011—2014 и с 2017 по 2019 — игрок любительского клуба «Тревис и ВВК»/«Звезда» СПб. В 2019 году сыграл за эту же команду в 2 матчах Второго дивизиона.
В 2020 году выступал за любительский футбольный клуб «Маштех» в Чемпионате Санкт-Петербурга.
По состоянию на март 2018 работал в тренерском штабе петербургского «Зенита» специалистом по видеоанализу. По состоянию на май 2019 — начальник видео-аналитического отдела «Газпром»-академии.